# Mémorial Van Damme 2008
Le Mémorial Van Damme 2008 est un meeting d'athlétisme qui a eu lieu le 5 septembre 2008 au Stade Roi Baudouin à Bruxelles. Ce meeting fait partie des rencontres de la Golden League. Il s'agissait de la 32e édition du Mémorial Van Damme.

## Abréviations
Les abréviations suivantes sont utilisées dans les tableaux ci-dessous :
- DNF = Did not finish - n'a pas terminé
- MR = Meeting record - record du meeting
- SB = Season Best - meilleure prestation de la saison

### Hommes

#### 100 m
| Rang | Athlète          | Pays                       | Temps     |
| ---- | ---------------- | -------------------------- | --------- |
| 1    | Usain Bolt       | Jamaïque                   | 9 s 77 MR |
| 2    | Asafa Powell     | Jamaïque                   | 9 s 83    |
| 3    | Nesta Carter     | Jamaïque                   | 10 s 07   |
| 4    | Michael Frater   | Jamaïque                   | 10 s 08   |
| 5    | Travis Padgett   | États-Unis                 | 10 s 15   |
| 6    | Kim Collins      | Saint-Christophe-et-Niévès | 10 s 22   |
| 7    | Churandy Martina | Antilles néerlandaises     | 10 s 24   |
| 8    | Ronald Pognon    | France                     | 10 s 26   |
| 9    | Mario Forsythe   | Jamaïque                   | 10 s 36   |

#### 400 m
| Rang | Athlète               | Pays                             | Temps   |
| ---- | --------------------- | -------------------------------- | ------- |
| 1    | Jeremy Wariner        | États-Unis                       | 44 s 44 |
| 2    | Martyn Rooney         | Royaume-Uni                      | 45 s 34 |
| 3    | Gary Kikaya           | République démocratique du Congo | 45 s 67 |
| 4    | Kévin Borlée          | Belgique                         | 45 s 69 |
| 5    | Johan Wissman         | Suède                            | 45 s 93 |
| 6    | Jonathan Borlée       | Belgique                         | 45 s 96 |
| 7    | Cédric Van Branteghem | Belgique                         | 46 s 24 |
| 8    | Kamghe Gaba           | Allemagne                        | 46 s 67 |
| 9    | Michael Mathieu       | Bahamas                          | 47 s 44 |

#### 400 m haies
| Rang | Athlète              | Pays           | Temps   |
| ---- | -------------------- | -------------- | ------- |
| 1    | Kerron Clement       | États-Unis     | 48 s 29 |
| 2    | Danny McFarlane      | Jamaïque       | 48 s 63 |
| 3    | Isa Phillips         | Jamaïque       | 48 s 92 |
| 4    | L.J. Van Zyl         | Afrique du Sud | 49 s 11 |
| 5    | Markino Buckley      | Jamaïque       | 49 s 23 |
| 6    | Alwyn Myburgh        | Afrique du Sud | 49 s 70 |
| 7    | Marek Plawgo         | Pologne        | 49 s 96 |
| 8    | Ockert Cilliers (en) | Afrique du Sud | 50 s 09 |
| 9    | Jonathan Williams    | Belize         | 50 s 68 |

#### 800 m
| Rang | Athlète            | Pays        | Temps            |
| ---- | ------------------ | ----------- | ---------------- |
| 1    | Youssef Saad Kamel | Bahreïn     | 1 min 44 s 56    |
| 2    | Alfred Kirwa Yego  | Kenya       | 1 min 45 s 01    |
| 3    | Amine Laalou       | Maroc       | 1 min 45 s 01 SB |
| 4    | Nadjim Manseur     | Algérie     | 1 min 45 s 09    |
| 5    | Pawel Czapiewski   | Pologne     | 1 min 45 s 70    |
| 6    | Bram Som           | Pays-Bas    | 1 min 45 s 96    |
| 7    | Wilfred Bungei     | Kenya       | 1 min 46 s 01    |
| 8    | Abraham Chepkirwok | Ouganda     | 1 min 47 s 33    |
| 9    | Michael Rimmer     | Royaume-Uni | 1 min 50 s 73    |
| 10   | Ismael Kombich     | Kenya       | DNF              |

#### 1 500 m
| Rang | Athlète                  | Pays             | Performance   |
| ---- | ------------------------ | ---------------- | ------------- |
| 1    | Belal Mansoor Ali        | Bahreïn          | 3 min 35 s 94 |
| 2    | Abdelati Iguider         | Maroc            | 3 min 36 s 14 |
| 3    | Nick Willis              | Nouvelle-Zélande | 3 min 36 s 23 |
| 4    | Nicholas Kemboi          | Kenya            | 3 min 36 s 29 |
| 5    | Daniel Kipchirchir Komen | Kenya            | 3 min 36 s 53 |
| 6    | Mohamed Moustaoui        | Maroc            | 3 min 36 s 61 |
| 7    | Haron Keitany            | Kenya            | 3 min 36 s 80 |
| 8    | Asbel Kiprop             | Kenya            | 3 min 36 s 82 |
| …    | …                        | …                | …             |
| 14   | Geoffrey Marion          | Belgique         | 3 min 42 s 64 |

#### 3 000 m steeple
| Rang | Athlète             | Pays    | Temps            |
| ---- | ------------------- | ------- | ---------------- |
| 1    | Paul Kipsiele Koech | Kenya   | 8 min 04 s 99    |
| 2    | Brimin Kipruto      | Kenya   | 8 min 10 s 26 SB |
| 3    | Tareq Mubarak Taher | Bahreïn | 8 min 15 s 32    |
| 4    | Bouabdellah Tahri   | France  | 8 min 15 s 68    |
| 5    | Benjamin Kiplagat   | Ouganda | 8 min 16 s 78    |
| 6    | Mike Kipyego        | Kenya   | 8 min 19 s 66    |
| 7    | Mustafa Mohamed     | Suède   | 8 min 24 s 13    |
| 8    | Collins Kosgei      | Kenya   | 8 min 24 s 13    |

#### 5 000 m
| Rang | Athlète                | Pays        | Temps          |
| ---- | ---------------------- | ----------- | -------------- |
| 1    | Eliud Kipchoge         | Kenya       | 13 min 06 s 12 |
| 2    | Isaac Kiprono Songok   | Kenya       | 13 min 06 s 71 |
| 3    | Mang'Ata Ndiwa         | Kenya       | 13 min 07 s 46 |
| 4    | Mohammed Farah         | Royaume-Uni | 13 min 08 s 11 |
| 5    | Ali Abdosh             | Éthiopie    | 13 min 08 s 52 |
| 6    | Mike Kigen             | Kenya       | 13 min 09 s 84 |
| 7    | Vincent Kiprop Chepkok | Kenya       | 13 min 11 s 47 |
| 8    | Moses Kipsiro          | Ouganda     | 13 min 15 s 01 |

#### 10 000 m
| Rang | Athlète               | Pays     | Temps          |
| ---- | --------------------- | -------- | -------------- |
| 1    | Sileshi Sihine        | Éthiopie | 27 min 06 s 97 |
| 2    | Moses Masai           | Kenya    | 27 min 07 s 36 |
| 3    | Bernard Kipyego       | Kenya    | 27 min 08 s 06 |
| 4    | Ahmad Hassan Abdullah | Qatar    | 27 min 09 s 11 |
| 5    | Robert Sigei          | Kenya    | 27 min 19 s 81 |
| 6    | Boniface Kiprop       | Ouganda  | 27 min 30 s 58 |
| 7    | Silas Kipruto         | Kenya    | 27 min 33 s 26 |
| 8    | Micah Kogo            | Kenya    | 27 min 36 s 42 |

#### Javelot
| Rang | Athlète             | Pays     | Distance |
| ---- | ------------------- | -------- | -------- |
| 1    | Tero Pitkämäki      | Finlande | 85,32 m  |
| 2    | Ainars Kovals       | Lettonie | 84,76 m  |
| 3    | Andreas Thorkildsen | Norvège  | 82,39 m  |
| 4    | Eriks Rags          | Lettonie | 81,04 m  |
| 5    | Vadims Vasilevskis  | Lettonie | 80,84 m  |
| 6    | Sergueï Makarov     | Russie   | 78,80 m  |
| 7    | Teemu Wirkkala      | Finlande | 77,15 m  |
| 8    | Tom Goyvaerts       | Belgique | 75,81 m  |

#### Saut en longueur
| Rang | Athlète                | Pays            | Longueur |
| ---- | ---------------------- | --------------- | -------- |
| 1    | Miguel Pate            | États-Unis      | 8,02 m   |
| 2    | Hussein Taher Al-Sabee | Arabie saoudite | 7,96 m   |
| 3    | Salim Sdiri            | France          | 7,92 m   |
| 4    | Ndiss Kaba Badji       | Sénégal         | 7,89 m   |
| 5    | Sebastian Bayer        | Allemagne       | 7,79 m   |
| 6    | Luis Felipe Meliz      | Espagne         | 7,77 m   |
| 7    | Roman Novotny          | Tchéquie        | 7,76 m   |
| 8    | Michael Velter         | Belgique        | 7,53 m   |

### Femmes

#### 100 m
| Rang | Athlète             | Pays        | Temps   |
| ---- | ------------------- | ----------- | ------- |
| 1    | Kim Gevaert         | Belgique    | 11 s 25 |
| 2    | Debbie Ferguson     | Bahamas     | 11 s 32 |
| 3    | Me'Lisa Barber      | États-Unis  | 11 s 37 |
| 4    | Chandra Sturrup     | Bahamas     | 11 s 40 |
| 5    | Carmelita Jeter     | États-Unis  | 11 s 46 |
| 6    | Stephanie Durst     | États-Unis  | 11 s 49 |
| 7    | Jeanette Kwakye     | Royaume-Uni | 11 s 52 |
| 8    | Yevgeniya Polyakova | Russie      | 11 s 58 |
| 9    | Hanna Mariën        | Belgique    | 11 s 77 |

#### 200 m
| Rang | Athlète            | Pays        | Temps   |
| ---- | ------------------ | ----------- | ------- |
| 1    | Marshevet Hooker   | États-Unis  | 22 s 62 |
| 2    | Kerron Stewart     | Jamaïque    | 22 s 76 |
| 3    | Debbie Ferguson    | Bahamas     | 22 s 79 |
| 4    | Muriel Hurtis      | France      | 22 s 93 |
| 5    | Carmelita Jeter    | États-Unis  | 23 s 24 |
| 6    | Olivia Borlée      | Belgique    | 23 s 30 |
| 7    | Christine Ohuruogu | Royaume-Uni | 23 s 33 |
| 8    | Yulia Gushchina    | Russie      | 23 s 43 |

#### 800 m
| Rang | Athlète               | Pays        | Temps         |
| ---- | --------------------- | ----------- | ------------- |
| 1    | Pamela Jelimo         | Kenya       | 1 min 55 s 16 |
| 2    | Janeth Jepkosgei      | Kenya       | 1 min 58 s 85 |
| 3    | Kenia Sinclair        | Jamaïque    | 1 min 59 s 11 |
| 4    | Elisa Cusma           | Italie      | 1 min 59 s 26 |
| 5    | Marilyn Okoro         | Royaume-Uni | 1 min 59 s 33 |
| 6    | Yuliya Krevsun        | Ukraine     | 2 min 01 s 15 |
| 7    | Ekaterina Kostetskaya | Russie      | 2 min 01 s 73 |
| 8    | Jenny Meadows         | Royaume-Uni | 2 min 02 s 22 |

- Grâce à cette 6e victoire consécutive, Pamela Jelimo remporte la Golden League 2008.

#### 5 000 m
| Rang | Athlète           | Pays     | Temps          |
| ---- | ----------------- | -------- | -------------- |
| 1    | Vivian Cheruiyot  | Kenya    | 14 min 25 s 43 |
| 2    | Meseret Defar     | Éthiopie | 14 min 25 s 52 |
| 3    | Linet Masai       | Kenya    | 14 min 52 s 10 |
| 4    | Meselech Melkamu  | Éthiopie | 14 min 58 s 09 |
| 5    | Priscah Jepleting | Kenya    | 15 min 01 s 02 |
| 6    | Sylvia Kibet      | Kenya    | 15 min 01 s 58 |
| 7    | Viola Kibiwot     | Kenya    | 15 min 01 s 89 |
| 8    | Grace Momanyi     | Kenya    | 15 min 02 s 10 |

#### 100 m haies
| Rang | Athlète                 | Pays        | Temps   |
| ---- | ----------------------- | ----------- | ------- |
| 1    | Delloreen Ennis-London  | Jamaïque    | 12 s 65 |
| 2    | Lolo Jones              | États-Unis  | 12 s 67 |
| 3    | Josephine Onyia         | Espagne     | 12 s 71 |
| 4    | Sally McLellan          | Australie   | 12 s 84 |
| 5    | Priscilla Lopes-Schliep | Canada      | 13 s 08 |
| 6    | Danielle Carruthers     | États-Unis  | 13 s 09 |
| 7    | Sarah Claxton           | Royaume-Uni | 13 s 23 |
| 8    | Élisabeth Davin         | Belgique    | 13 s 42 |

#### Saut en hauteur
| Rang | Athlète           | Pays       | Hauteur |
| ---- | ----------------- | ---------- | ------- |
| 1    | Ariane Friedrich  | Allemagne  | 2,00 m  |
| 2    | Blanka Vlašić     | Croatie    | 2,00 m  |
| 3    | Tia Hellebaut     | Belgique   | 2,00 m  |
| 4    | Chaunte Howard    | États-Unis | 1,97 m  |
| 5    | Marina Aitova     | Kazakhstan | 1,94 m  |
| 6    | Anna Chicherova   | Russie     | 1,94 m  |
| 7    | Ruth Beitia       | États-Unis | 1,94 m  |
| 8    | Vita Palamar      | Ukraine    | 1,94 m  |
| 9    | Yelena Slesarenko | Russie     | 1,94 m  |
| 10   | Svetlana Shkolina | Russie     | 1,85 m  |
| 11   | Emma Green        | Suède      | 1,85 m  |

#### Perche
| Rang | Athlète             | Pays       | Hauteur |
| ---- | ------------------- | ---------- | ------- |
| 1    | Yelena Isinbayeva   | Russie     | 4,72 m  |
| 2    | Monika Pyrek        | Pologne    | 4,56 m  |
| 3    | Tatyana Polnova     | Russie     | 4,56 m  |
| 4    | Yuliya Golubchikova | Russie     | 4,56 m  |
| 5    | Carolin Hingst      | Allemagne  | 4,40 m  |
| 6    | Silke Spiegelburg   | Allemagne  | 4,40 m  |
| 7    | Fabiana Murer       | Brésil     | 4,40 m  |
| 8    | Jilian Schwartz     | États-Unis | 4,40 m  |
| 9    | Erica Bartolina     | États-Unis | 4,40 m  |

### Programme de début de rencontre

#### 80 m garçons
| Rang | Athlète         | Pays     | Temps   |
| ---- | --------------- | -------- | ------- |
| 1    | Alexander Bonte | Belgique | 10 s 51 |
| 2    | Romain Dombeu   | Belgique | 10 s 59 |
| 3    | Sam Vinck       | Belgique | 10 s 62 |

- Les participants étaient tous Belges.

#### 300 m garçons
| Rang | Athlète          | Pays     | Temps   |
| ---- | ---------------- | -------- | ------- |
| 1    | Bert Sprangers   | Belgique | 40 s 63 |
| 2    | Daan Van Diest   | Belgique | 41 s 02 |
| 3    | Manuel Van Acker | Belgique | 42 s 09 |

- Les participants étaient tous Belges.

#### 1 000 mgarçons
| Rang | Athlète           | Pays     | Temps         |
| ---- | ----------------- | -------- | ------------- |
| 1    | Alexandre Screve  | Belgique | 2 min 52 s 46 |
| 2    | Simon Van Drauene | Belgique | 2 min 54 s 83 |
| 3    | Simon Denis       | Belgique | 2 min 57 s 22 |

- Les participants étaient tous belges.

#### 100 men chaise roulante
| Rang | Athlète      | Pays     | Temps   |
| ---- | ------------ | -------- | ------- |
| 1    | Sam Janssens | Belgique | 24 s 52 |
| 2    | Sofie Cox    | Belgique | 30 s 93 |
| 3    | Tom Loobuyck | Belgique | 34 s 69 |

- Les participants étaient tous belges.